# Muhabbetana macrochaeta
Muhabbetana macrochaeta is een vlinder van de familie van de dwergmineermotten (Nepticulidae), van de onderfamilie van de Nepticulinae. De wetenschappelijke naam van deze soort is voor het eerst voorgesteld als Nepticula macrochaeta door Edward Meyrick in een publicatie uit 1921.

## Verspreiding
De soort komt voor in Zuid-Afrika.

## Waardplanten
De rups leeft op Diospyros lycioides subsp. guerkei (Ebenaceae).